# Burdett (Nueva York)
Burdett es una villa ubicada en el condado de Schuyler en el estado estadounidense de Nueva York. En el año 2000 tenía una población de 357 habitantes y una densidad poblacional de 143 personas por km².

## Geografía
Burdett se encuentra ubicada en las coordenadas 42°24′57″N 76°50′57″O / 42.41583, -76.84917.

## Demografía
Según la Oficina del Censo en 2000 los ingresos medios por hogar en la localidad eran de $36,023, y los ingresos medios por familia eran $40,250. Los hombres tenían unos ingresos medios de $30,192 frente a los $22,031 para las mujeres. La renta per cápita para la localidad era de $16,588. Alrededor del 8.2% de la población estaban por debajo del umbral de pobreza.